# Морган, Дэрин
Дэрин Морган (англ. Darin Morgan) — американский сценарист, продюсер и актёр, наиболее известный своей работой над телесериалами «Секретные материалы» и «Тысячелетие». Лауреат премии «Эмми» за лучший сценарий драматического сериала в 1996 году (эпизод «Секретных материалов», «Последний отдых Клайда Бракмана»). Младший брат сценариста и режиссёра Глена Моргана.

## Биография
Морган родился в Сиракьюсе, штат Нью-Йорк, и обучался на кинематографическом факультете в университете Лойола Мэримаунт. Там он выступил соавтором сценария шестиминутной короткометражки, которая привела к сделке с «TriStar Pictures» на три фильма. Морган впоследствии написал множество неспродюсированных сценариев и появился в двух небольших приглашённых ролях в сериалах «Комиссар полиции» и «Джамп стрит, 21», где его брат Глен был сценаристом.

### «Секретные материалы»
В 1994 году Морган был взят на роль Человека-червя, мутировавшего до человеческих размеров червя, в «Хозяине», эпизоде второго сезона «Секретных материалов», где его брат, Глен, работал как сценарист и продюсер. Показ эпизода состоялся 23 сентября 1994 года. Роль требовала, чтобы Морган носил громоздкий резиновый костюм по двадцать часов без возможности снять его, сходить в туалет или поесть. Этот опыт он описал как «ужасный, просто ужасный». Впоследствии, он работал с братом в разработке сюжета для следующего эпизода, «Кровь» (премьера 30 сентября 1994), где был указан как автор сюжета.
По предложению сценариста и продюсера Говарда Гордона вскоре после этого, Морган стал штатным сценаристом «Секретных материалов». Его первый самостоятельный эпизод под названием «Розыгрыш» (премьера 31 марта 1995) — причудливый, забавный, порою ужасный рассказ о серии убийств в колонии цирковых уродов — считается вехой в истории «Секретных материалов», расширивший привычные рамки мрачных тонов в смешное, менее предсказуемое направление. Эпизод был номинирован на «Премию Эдгара Аллана По» в 1996 году.
Следующий эпизод Моргана, «Последний отдых Клайда Бракмана», был показан 13 октября 1995 года. «Клайд Бракман» — сварливый, подавленный экстрасенс преклонного возраста — стал любимчиком фанатов и был положительно воспринят критиками, тогда как работа Моргана была позитивно оценена за сохранение юмористического духа «Розыгрыша» и острую подачу материала. Как Морган, так и актёр Питер Бойл, который сыграл Бракмана, выиграли премии «Эмми» в 1996 году за этот эпизод.
Морган написал два дополнительных эпизода «Секретных материалов»: сюжет об абсурдистском вторжении тараканов «Война копрофагов» (премьера 5 января 1996) и ««Из открытого космоса» Джо Чанга» (12 апреля 1996), а также переписал сценарий «Трясины» (3 мая 1996). После третьего сезона Морган покинул шоу, но присоединился к сценарному составу «Тысячелетия», написав и срежиссировав два эпизода с слоистыми сюжетами и юмористическим диалогом: «„Оборона дня“ Джо Чанга» (премьера 21 ноября 1997) и «Короче, Сатана, отстал от меня» (1 мая 1998).
В дополнение к его работе сценариста, Морган появлялся как приглашённая звезда в эпизоде «Ничтожество» «Секретных материалов», где он играл Эдди Ван Блундта, описывающего самого себя как «неудачника» со способностью менять обличие. В одном из интервью, в марте 2015 года, Крис Картер объявил возвращение Моргана и Джима Вонга в шестисерийном сериале. Морган стал сценаристом и режиссёром третьего эпизода под названием «Малдер и Скалли встречают двуликого монстра».

## Фильмография

### Продюсер
| Год  | Название            | Роль                     | Примечания |
| ---- | ------------------- | ------------------------ | ---------- |
| 2018 | Секретные материалы | консультирующий продюсер | 11 сезон   |
| 2010 | Башня познания      | супервайзовый продюсер   | 1 сезон    |
| 2009 | Грань               | консультирующий продюсер | 1 сезон    |
| 2008 | Грань               | консультирующий продюсер | 1 сезон    |
| 2007 | Биобаба             | консультирующий продюсер | 1 сезон    |
| 2006 | Крадущийся в ночи   | консультирующий продюсер | 1 сезон    |
| 2005 | Крадущийся в ночи   | консультирующий продюсер | 1 сезон    |
| 1998 | Тысячелетие         | консультирующий продюсер | 2 сезон    |
| 1997 | Тысячелетие         | консультирующий продюсер | 2 сезон    |
| 1996 | Секретные материалы | редактор сюжетов         | 3 сезон    |
| 1995 | Секретные материалы | редактор сюжетов         | 3 сезон    |

### Сценарист
| Год  | Название            | Сезон | Эпизод                                        | № эпизода | Дата выхода     |
| ---- | ------------------- | ----- | --------------------------------------------- | --------- | --------------- |
| 2018 | Секретные материалы | 11    | «Потерянное искусство пота на лбу»            | 4         | 24 января 2018  |
| 2016 | Секретные материалы | 10    | «Малдер и Скалли встречают двуликого монстра» | 3         | 1 февраля 2016  |
| 2010 | Башня познания      | 1     | «Мечты»                                       | 9         | 14 декабря 2010 |
| 2010 | Башня познания      | 1     | «Доклад по книге»                             | 6         | 23 ноября 2010  |
| 1998 | Тысячелетие         | 2     | «Короче, Сатана отстал от меня»               | 21        | 1 мая 1998      |
| 1997 | Тысячелетие         | 2     | «„Оборона дня“ Джо Чанга»                     | 9         | 21 ноября 1997  |
| 1996 | Секретные материалы | 3     | «„Из открытого космоса“ Джо Чанга»            | 20        | 12 апреля 1996  |
| 1996 | Секретные материалы | 3     | «Война копрофагов»                            | 12        | 5 января 1996   |
| 1995 | Секретные материалы | 3     | «Последний отдых Клайда Бракмана»             | 4         | 13 октября 1995 |
| 1995 | Секретные материалы | 2     | «Розыгрыш»                                    | 20        | 31 марта 1995   |